# Valle del General
El valle del General, también llamado valle del General-Coto Brus, es una depresión tectónica ubicada al sureste de Costa Rica, entre las provincias de San José y Puntarenas. Se trata de un largo valle sinclinal, localizado al suroeste de la cordillera de Talamanca. Posee una extensión de 75 km de noroeste a sureste, siguiendo el cauce del río General, desde la confluencia de los río Chirripó Pacífico y Pacuare del Pacífico en el noroeste, hasta la confluencia del río Jaba en el río Coto Brus al sureste. El valle del General es una de las zonas cafetaleras más importantes del país. En este valle se ubica la ciudad de San Isidro del General, la más poblada del sureste de Costa Rica, y cabecera del cantón de Pérez Zeledón.

## Geografía
Geográficamente, el valle del General es un valle intermontano delimitado, al norte, por las faldas australes de la cordillera de Talamanca, y al sureste, por las faldas boreales de la fila Brunqueña. Está recorrido por dos grandes cursos de agua: el río General, que nace en la cordillera de Talamanca, y el río Coto Brus, que se origina casi en la línea fronteriza con Panamá. Ambos ríos discurren en sentidos opuestos y confluyen cerca de la localidad de Paso Real, donde forma el río Grande de Térraba, el más extenso del país. En conjunto, la cuenca del río Grande de Térraba con sus afluentes es la más grande de Costa Rica. La altitud promedio del valle del General oscila entre los 500 y 1000 m s. n. m., extendiéndose desde la ciudad de San Isidro en el noroeste, y las localidades de Sabalito y San Vito al sureste. Sus dimensiones son 110 km de largo por 15 a 25 km de ancho, con una superficie aproximada de 2.000 km².

## Historia
El valle del General fue ocupado en sociedades indígenas de tradición suramericana, como los cotos, los borucas, los térrabas y los ngöbes. En su territorio se han encontrado vestigios de ocupaciones habitaciones de tipo monumental, destacando especialmente yacimientos arqueológicos que contienen esferas de piedra, símbolo nacional de Costa Rica y patrimonio de la Humanidad. En el territorio del valle aun se conservan los núcleos de población indígena más importantes del sureste del país, principalmente borucas y ngöbes.
La región fue colonizada por los españoles a partir de 1560, pero nunca lograron un dominio total de este territorio durante la Colonia, y se fundaron poblados efímeros como Nueva Cartago y Nombre de Jesús. A finales del siglo xix y principios del siglo xx, misioneros católicos se adentraron en las montañas con el propósito de evangelizar a los pueblos indígenas. La colonización efectiva comenzó a darse a finales del siglo xix por campesinos provenientes del Valle Central, que se llegaban hasta el valle del General cruzando las montañas, en especial del cerro de la Muerte, cuyo nombre deriva de lo peligrosa que resultaba la travesía para arribar hasta esta región. El punto más importante de población penetró desde Santa María de Dota.
El territorio terminó por convertirse en una rica zona agrícola donde se cultivaba principalmente café, cítricos, tabaco, maíz y caña de azúcar. También fue sitio de cría de ganado y productos lácteos, y de explotación minera, principalmente bauxita. La ciudad de San Isidro del General tomó su nombre en 1910, a partir de un antiguo caserío conocido como La Quebrada de los Chanchos. Con la apertura de la carretera Interamericana, el acceso al valle se hizo más directo y su población creció. En 1952, se fundó la ciudad de San Vito, por parte de inmigrantes italianos.